# Rosa Maria Noguer Carbonés
Rosa Maria Noguer Carbonés (Las Planas, Gerona, 1954) es una poetisa española y maestra jubilada. Es autora de quince libros de poemas de temáticas diversas. Es miembro del grupo literario Amics de les Lletres Garrotxines. Ha obtenido varios premios literarios:
1er Premio Puigmartí de Maçanet de la Selva (2009),
1r Premio Alba de Cunit (2009 y 2010),
2º Premio Poesía Amatista de Arbucias (2008,2010 y 2014),
XXVI Premio de Poesía Mn.Narcís Saguer de Vallgorguina (2010)
1er Premio Mujeres Poetas de la Garrotxa (2011)XIX Premio Josep Fàbregas Capell, villa de Sallent (2012)1r Premio del jurado popular del Esplai de Olot (2013-2014)[2]
1r Premio del jurado técnico del Esplai de Olot (2014)

## Obra
- A l'Ombra (2006)
- Enllà del gris (2007)
- Pessics de tarda (2007)
- Sueños de azahar (2008, amb *Antonio Capel)
- Retorn (2008)
- Amb dits de seda (2009)
- Al fons, una mirada (2010)
- Al compàs dels dies (2010,2014)
  - Arpegi de sonets (2011)
- Rere el llegat de Pandora (Témenos Edicions, 2011, XXVI Premi MN. Narcís Saguer)
- Dins la pell (2011, amb la poeta Maria Dolors Figueres i el fotògraf Josep Maria Julià)
- Una mar, un amor (2012)
- De veu en veu (2013, XIX Premi Josep Fàbregas i Capell)
- Amb ulls d'infant (autoeditat, 2014)
- Farem el cim! (Emboscall, 2014)
- Cercles captius (Emboscall, 2015)
- Entre l'herba i la solitud (Emboscall, 2015)
- Jo i l'Altra (Emboscall, 2017)